# Oratorio di San Lorenzo (Guidizzolo)
L'oratorio di San Lorenzo (o San Lorenzo in Bosco) è un edificio religioso situato alla periferia di Guidizzolo, in provincia di Mantova.

## Storia
L'oratorio, dedicato a san Lorenzo martire, sorge in un luogo isolato e suggestivo, circondato da un boschetto.
Fondato presumibilmente alla fine del Quattrocento sui resti di un edificio preesistente dall'eremita padre Girolamo Redini, istitutore della Congregazione degli eremiti di Santa Maria in Gonzaga.

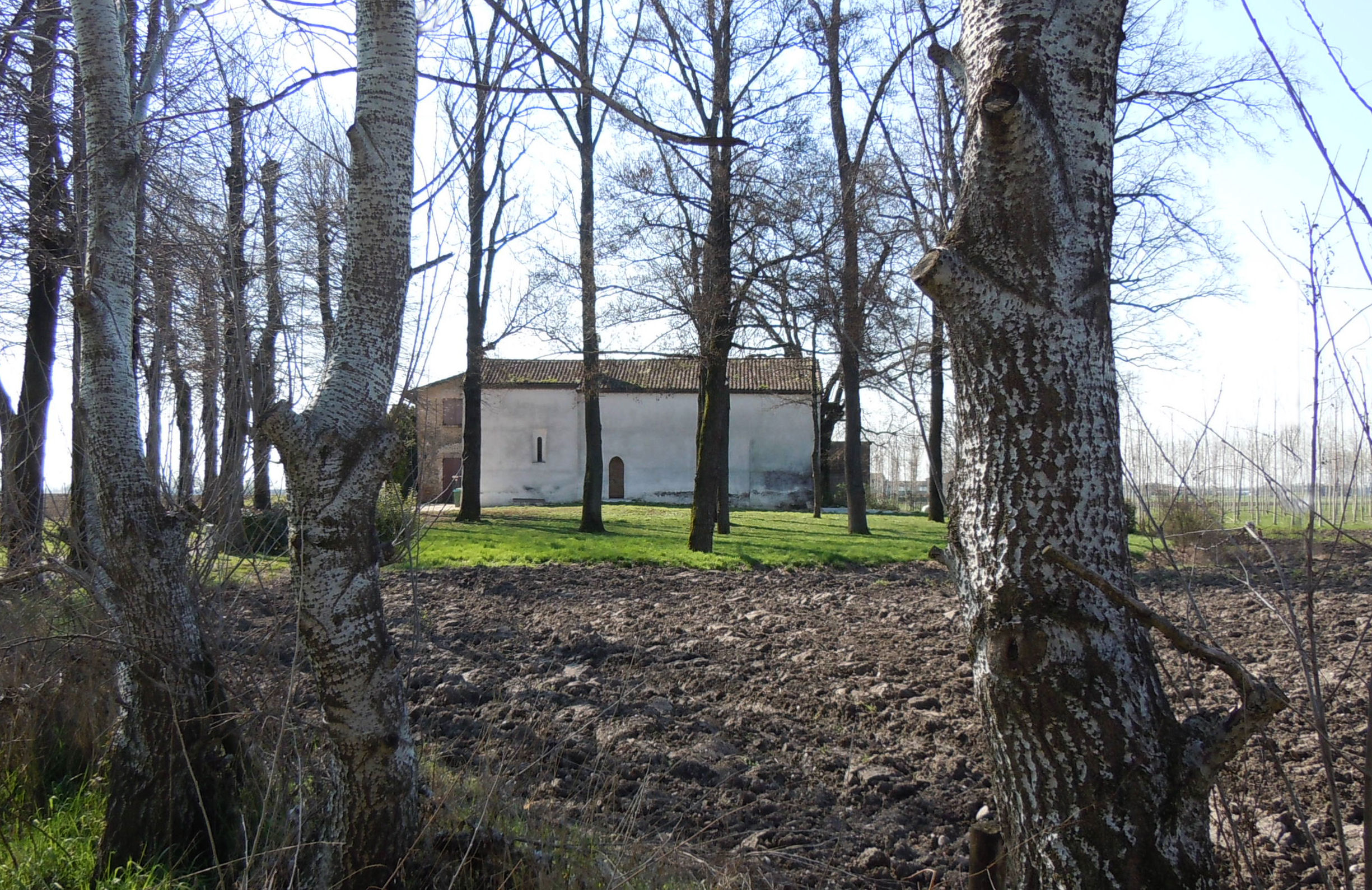
Oratorio di San Lorenzo

Dopo la soppressione dell'Ordine, agli inizi del Seicento l'oratorio passò ai monaci olivetani, che a loro volta lasciarono Guidizzolo alla fine del Settecento.
L'immobile dal 1995 appartiene al Comune di Guidizzolo che ne ha curato il recente restauro.

## Descrizione
La chiesa, a navata unica e a forma di capanna, è di impostazione romanica. L'interno è abbellito da un ciclo di affreschi di autori ignoti e di epoche diverse dedicati ai santi e alla Madonna.